# Iso-Timonen
Iso-Timonen eller Timojärvi är en sjö i Finland. Den ligger i kommunen Utajärvi i landskapet Norra Österbotten, i den centrala delen av landet, 500 km norr om huvudstaden Helsingfors. Iso-Timonen ligger 119,8 meter över havet. Arean är 1,81 kvadratkilometer och strandlinjen är 8,98 kilometer lång. Sjön  ingår i Kiminge älvs huvudavrinningsområde. 